# Economía de Rusia
La economía de Rusia es una economía mixta de mercado de ingresos medio altos, cuyas características actuales provienen en gran medida de las grandes reformas de la década de 1990, cuando se privatizó la mayor parte de la industria y la agricultura rusas, aunque el Estado mantiene la propiedad en áreas estratégicas de la economía, especialmente en sectores relacionados con defensa y energía. 
En 2024 se ha publicado que los principales indicadores económicos de Rusia, como la inflación y el crecimiento del PIB real, deben interpretarse con un alto grado de precaución. Las cifras oficiales de estas variables,  a partir de 2022, no deben citarse sin una advertencia explícita de que forman parte de la narrativa propagandística del gobierno ruso. En 2021 es la sexta economía del mundo en términos de paridad de poder adquisitivo y la decimocuarta en términos nominales. La transición de una economía socialista planificada a una economía capitalista de mercado trajo consigo una crisis casi ininterrumpida en la década de 1990 con resultados desastrosos para la economía de los que el país tardó largo tiempo en recuperarse. Entre 2000 y 2012 la situación de la década pasada dio un vuelco y las exportaciones de energía impulsaron un rápido crecimiento del nivel de vida y el ingreso real disponible aumentó en un 160%, lo que en términos nominales en dólares supuso multiplicar por siete los ingresos disponibles en esos 12 años. Este crecimiento se ha venido achacando a una combinación de los altos precios del petróleo, una política económica y fiscal prudente y al boom de las materias primas de comienzos del siglo XXI. Sin embargo, estas ganancias fueron muy dispares, y aunque el desempleo y la pobreza se redujeron a la mitad, se produjo una gran brecha en la desigualdad social, con 110 personas controlando el 35% de los activos financieros en poder de los hogares rusos y unas fugas de capital entre 2002 y 2011 valoradas en 881 000 millones de dólares. A partir de 2014, la economía rusa empezó a sufrir una serie de altibajos, producto de la caída de los precios del petróleo y las sanciones impuestas por Estados Unidos y la Unión Europea y la consiguiente fuga de capitales[cita requerida]; sin embargo, el Banco Mundial y el FMI predijeron que la economía comenzaría a recuperarse en 2017. 
Como país más grande del mundo, su vasta geografía es determinante para su actividad económica, ya que algunas fuentes señalan que el país posee más del 30% de los recursos naturales del mundo, con un valor total estimado por el Banco Mundial en 75 billones de dólares, estando considerado una superpotencia energética. Rusia depende para impulsar una mayor parte de su economía y crecimiento de los ingresos obtenidos de la venta de energía, al poseer gran cantidad de petróleo, gas natural y metales preciosos, que además representan la mayor parte de sus exportaciones, al punto de que en 2019 el sector petrolero y gasístico aportó el 5% del PIB nacional, el 20% de los ingresos estatales y más del 30% de las exportaciones. Posee las mayores reservas probadas de gas natural con diferencia y es uno de los tres principales productores y exportadores de petróleo del mundo. Otro de sus principales pilares es una grande y sofisticada industria militar, capaz de diseñar, fabricar y exportar equipos militares de alta tecnología que incluyen aviones de combate de última generación, submarinos nucleares, misiles balísticos de corto y largo alcance y un amplio surtido de armas cortas; es de hecho el segundo mayor exportador de armas, solo después de Estados Unidos, gracias a las ventas al extranjero de aviones, sistemas de defensa aérea, barcos y submarinos. 
A nivel nacional, el desarrollo del país ha sido geográficamente desigual, con una concentración de la riqueza en las grandes urbes occidentales, especialmente en Moscú. Posee un considerable volumen de reservas internacionales, una cierta disciplina fiscal, una de las deudas públicas más bajas del mundo y un considerable superávit de cuenta corriente. En los últimos años se ha producido una caída del salario medio y 14,2 millones de personas vivían en la pobreza en 2016, además la desigualdad en el reparto de la riqueza ha aumentado de manera tan sustancial desde el fin de la era soviética que Credit Suisse concluyó que esta «era tan extrema en comparación con otros países que merecía ser colocada en una categoría aparte». La falta de esfuerzos en la modernización de las infraestructuras, el mal endémico en el país de la corrupción generalizada y el envejecimiento de la población desde la década de 1990 son también problemas estructurales de su economía.

## Historia

### La reforma económica en los años 1990
Rusia emprende la transición de la era soviética con ventajas y obstáculos. La producción agrícola, estaba totalmente mecanizada— los datos de producción de 1990 situaban a la URSS como uno de los mayores productores mundiales en casi todos los ámbitos agrícolas y ganaderos. La Unión Soviética era la primera productora mundial de cebada con 70 millones de toneladas, centeno 15 millones, avena 15, lino 0,5 entre semilla y fibra, soja 0,5 y remolacha azucarera con 60 millones. También era el tercer productor mundial en producción de algodón con 2,7 millones de toneladas y en producción de trigo —entre 88 y 110—. Aunque solo con la mitad del tamaño de la antigua economía soviética, la economía rusa incluye un activo formidable. El país posee grandes provisiones de muchos de los recursos naturales líderes mundiales más valorados, sobre todo aquellos requeridos para apoyar una economía moderna industrializada. Además tenía una mano de obra instruida con la maestría sustancial técnica. Es uno de los países más desarrollados en armas ya que su nivel es muy alto[cita requerida]. Durante casi 60 años, la economía de la RSFS de Rusia y la del resto de la Unión Soviética eran manejadas sobre la base de planificación central a través del comité Gosplán, según las directrices del Partido Comunista en el control del Estado prácticamente en todos los medio de producción y sobre inversión, producción, y decisiones de consumo. La actividad mostró una tendencia sistemática de dinamismo. La tasa de crecimiento del ingreso nacional alcanzó un crecimiento de 7% al año en el decenio de los sesenta a 5.9% en los setenta,y ubicarse en el 4.7% en el primer lustro de los años ochenta. Este dinámica se manifestó tanto en la industria como en la agricultura. La producción industrial, que crecía anualmente a más de 8% en los años cincuenta hasta los sesenta, aumentó menos de 6% al año en la primera mitad de los ochenta.
Tras las reformas de Gorbachov el PIB se estancó. El gobierno de Gorbachov, Presidente de la Unión Soviética, falló en dirigir los objetivos fundamentales. En el momento de la disolución de la Unión Soviética, dio paso al gobierno de Borís Yeltsin de la RSFS de Rusia esta crisis también se tradujo por una crisis económica que culminó en 1998, que fue marcada por una enorme devaluación del rublo y un defecto sobre la deuda rusa. Al declinar la productividad, debido a las reformas de mercado una tasa de cambio fija entre el rublo y las divisas extranjeras para evitar la confusión pública y un déficit presupuestario fueron los antecedentes de la debacle. El costo económico de la primera guerra chechena que es estimado en 5.500 millones de dólares fue también una causa de la crisis.La inflación anual de 1997 fue del 84% en Rusia. La economía rusa sufrió una enorme tensión cuando se transformó de una economía planificada a un sistema de libre mercado. Las dificultades de las reformas fiscales apuntadas al desarrollo de créditos de gobierno y una dependencia en el préstamo a corto plazo para financiar el déficit presupuestario condujeron a una serie de crisis financieras en 1998. Precios inferiores para los productos que Rusia exportaba (el petróleo, gas natural y minerales) y una pérdida de confianza de inversores debido a la crisis asiática financiera exacerbó problemas financieros. El resultado fue una disminución rápida en el valor del rublo, la desaparición de inversiones extranjeras, retrasos sobre deudas estatales y privadas, una interrupción de transacciones comerciales por el sistema bancario, y la amenaza de inflación galopante. Cuando se produjo la crisis financiera de 1998 y el desplome del rublo, se hizo claro que los mecanismos de mercado en Rusia eran todavía muy imperfectos. Para finales de 1998, el PIB de Rusia se había reducido en un 5,3% en comparación con 1997, la inflación llegó a un 84%, y las reservas nacionales en oro y divisas disminuyeron en más del 30%}.Entre 1989 y 1998, la producción rusa se desplomó un 45% mientras entraban en vigor las reformas económicas que se pusieron en marcha tras el colapso de la Unión Soviética en 1991. En 2000, el PIB del país estaba entre un 30% y un 50% de su nivel previo a la estapa soviética.

### Programa económico de Yeltsin
En octubre de 1991, dos meses antes de la disolución de la Unión Soviética y dos meses después del intento de golpe de Estado de agosto de 1991 contra el gobierno de Mijaíl Gorbachov, Borís Yeltsin y sus consejeros, incluyendo al economista reformista Yegor Gaidar, establecieron un programa de reformas radicales económicas. El parlamento ruso, el Soviet Supremo de Rusia, le dio poderes por decreto ampliados al presidente- Entre el 21 y el 24 de septiembre Yeltsin se vio envuelto en una oleada de protestas populares en defensa de los Diputados encerrados en la Casa Blanca de Moscú, algunas de ellas superaron los cuarenta mil manifestantes. La crisis que se vivía en el país, donde el producto interior bruto había descendido a la mitad, la corrupción era generalizada, la esperanza de vida había descendido ostensiblemente, los servicios básicos como la sanidad y la educación se derrumbaban y escaseaba el alimento y el combustible mientras que la riqueza del estado, acumulada y construida en el período soviético,eran privatizadas quedando unas pocas manos que por adquirían las grandes empresas de la nación por capitales irrisorios mientras que la mayoría de la población padecía hambre debido a las reformas de mercado.
Los constantes enfrentamientos con el Parlamento culminaron en la crisis constitucional rusa de octubre de 1993, Yelstin asedió la Casa Blanca rusa, en la que murieron cientos de personas. Yeltsin se deshizo de la Constitución vigente, prohibió la oposición política y prosiguió con su experimentación económica. A continuación introdujo una nueva Constitución con un fuerte poder presidencial y que fue aprobada por un polémico referéndum antes de finalizar el año..
El programa era ambicioso, el ajuste de la economía a las normas del mercado exigió grandes esfuerzos. Provocó la caída de la producción industrial y agrícola, generando una crisis en diferentes ámbitos en la vida de la sociedad rusa. Según los resultados de 1996 en el país seguía sumido en una profunda crisis económica. El PIB cayó aproximadamente en un -6.9 % en 1996, siendo su volumen de 2.256 billones de rublos (625 mil millones de dólares). El PIB per cápita cayó a 4.288 dólares. La producción industrial cayó un 25 % en el sector de la energía eléctrica (-12 %) de combustibles (-33 %). La mayor caída fue en el área de la industria ligera (-28 %).
En la base del sistema, a causa de la inflación o el desempleo, muchos obreros acabaron en la pobreza y aumentaron los índices de prostitución y delincuencia. Las reformas económicas además se vieron limitadas por el crimen organizado que se extendió por el país. Aconsejada por los gobiernos occidentales, el Banco Mundial y el Fondo Monetario Internacional, Rusia se embarcaría en el proceso privatizador más denso y grande jamás llevado a cabo por un gobierno en toda la historia. A mediados de década, el comercio, los servicios y la pequeña industria ya estaban en manos privadas.
Crisis financiera de 1998
La crisis financiera en Rusia (también llamada la "crisis del rublo") golpeó a Rusia el 17 de agosto de 1998. Fue exacerbada por la crisis financiera asiática que empezó en julio de 1997. Dado el declive consiguiente en los precios mundiales de los commodities, los países como Rusia, que dependían fuertemente de la exportación de materias primas, estuvieron entre los más severamente perjudicados (el petróleo, el gas natural, los metales y la madera conformaban más del 80% de las exportaciones rusas, dejando al país vulnerable a las oscilaciones de los precios mundiales. El petróleo era, además, el recurso que mayores ingresos fiscales generaba al gobierno ruso). La profunda disminución en el precio del petróleo tuvo consecuencias severas para Rusia; sin embargo, la causa primordial de la crisis financiera rusa no fue directamente la caída de los precios del petróleo, sino el resultado de la falta de pago de los impuestos por parte de las industrias energéticas y manufactureras. En el contexto internacional, las consecuencias económicas de esta crisis se denominaron "Efecto Vodka".

### Estabilización macroeconómica y recuperación
En 2000, Vladímir Putin ganó las elecciones presidenciales del 26 de marzo de 2000 con el 52,94% de los votos, dando un giro a la política económica. El producto interno bruto (PIB) en valores reales aumentó durante esta nueva era en el porcentaje más alto desde la caída de la Unión Soviética, el rublo se estabilizó, la inflación fue controlada, y la inversión comenzó a aumentar otra vez.  Durante los años 2000 a 2001, Rusia no sólo cumplió con sus servicios externos de deudas, hizo avance de reembolso de grandes cantidades del principal por préstamos de Fondo Monetario Internacional (FMI), también aumentó reservas de Banco central con el presupuesto de gobierno, el comercio, y excedentes de cuenta corrientes. En esos años Rusia ha ido recuperando su puesto como gran potencia económica, ocupando actualmente el 6.º puesto por su PNB o PIB real, formando parte del grupo de las economías más poderosas del mundo, el G8. Durante su gestión hubo altos índices de crecimiento económico, con un incremento del 72% en el PIB y una sustancial disminución de la pobreza. A diferencia de su predecesor, su gobierno gozó de amplio apoyo popular y fue reelegido en las elecciones de marzo de 2004 con el 71,31% de los votos.
La Rusia de Boris Yeltsin estaba económicamente deprimida, militarmente debilitada y dependiente de la ayuda occidental. Prácticamente todos estos activos estuvieron bajo control gubernamental hasta la privatización a mediados de la década de 1990. Existe un amplio consenso en que las detenciones del principal accionista de Yukos, Platon Lebedev, por fraude, en julio de 2003, y del director general del gigante petrolero, Mijaíl Jodorkovski, por evasión fiscal, en octubre de 2003, fueron acontecimientos fundamentales en el primer mandato de Putin como presidente, que marcaron el comienzo del proceso de renacionalización de industrias estratégicas por parte del Kremlin.
Sucesivas alianzas económicas con diferentes países como China, Bielorrusia, Venezuela, Brasil y unas cercanas relaciones con la Unión Europea, unido a un pragmático impulso a los sectores energético, petrolero y gasífero, basado en el fuerte aumento del precio del petróleo en el mercado mundial, y una constante innovación tecnológica pero también a la mejora y simplificación del sistema impositivo, que redujo la evasión fiscal.
El Banco Central de Rusia sigue manteniendo el doble objetivo de luchar contra la inflación y sujetar la apreciación del rublo. En 2019 la inflación fue del 3.22%. Para combatir la inflación, el Gobierno tomó dos medidas: permitió la apreciación del tipo de cambio en términos reales y absorbió flujos de petrodólares a través del pago anticipado de la deuda al Club de París.
Según los datos oficiales, Rusia es una economía de servicios, ya que estos representan el 55,9% del PIB; la industria supone el 39,6% del PIB y la agricultura, un 4,5%. La política económica actual de Vladímir Putin está dirigida a fortalecer los cuatro «proyectos nacionales prioritarios»: vivienda, educación, sanidad y agricultura. En el primer gobierno de Putin Rusia fue ascendida al grado de inversión por las mayores agencias internacionales de calificaciones. En octubre de 2003 lo hizo Moody’s; en noviembre de 2004, Fitch; y en enero de 2005, Standard and Poor’s. El continuo aumento del Fondo de Estabilización, que ya supera los 29.000 millones de dólares, así como de las reservas en oro y divisas, de más de 150.000 millones de dólares, contribuye a proteger la economía rusa contra los choques externos. En octubre de 2005, la cotización de la moneda rusa acabó por recuperar el nivel previo a la crisis de 1998. En 2015 Rusia registró un superávit en su Balanza comercial de 181.827 millones de euros, equivalente a un 10,03% de su PIB (Nominal), uno de los mayores a nivel mundial.
En 2014 la deuda pública en Rusia fue de 242.920 millones de euros representando el 13,80% del PBI. Rusia está entre los países con menos deuda respecto al PIB del mundo[cita requerida].
Tras una crisis y recesión de corto plazo (2014-15) debido a las sanciones unilaterales impuestas por la Unión Europea y los EE. UU. tras la crisis de Crimea, consiguiendo la economía rusa hacerse menos dependiente de Occidente y volviendo su mirada hacia las otras potencias del grupo BRICS (China, India, Brasil y Sudáfrica) así como hacia Latinoamérica y África. Paralelamente las sanciones llevaron a que las compañías empezaran a pagar sus deudas en el exterior, el aumento de ahorros y el volumen de inversiones dentro del paìs.
Durante sus dos primeros mandatos, el gobierno ruso devolvió al control estatal los sectores económicos estratégicos monopolizados por los oligarcas, incluidos los hidrocarburos. También se compromete a reducir el gasto social y a introducir un sistema fiscal favorable para las empresas y las rentas altas. [cita requerida]En 2001 se introdujo un tipo único de impuesto sobre la renta (13%) y en 2002 se adoptó un nuevo código laboral más favorable para los empleadores. Las autoridades añaden un sistema obligatorio de capitalización al sistema de pensiones; por lo tanto, el 6% de las cotizaciones a las pensiones no se destinan a la financiación de las pensiones en curso, sino a intermediarios financieros o fondos de pensiones privados.

## Comercio exterior
En 2020, el país ocupaba el puesto 14 como exportador mundial (422,7 millones de dólares en bienes, el 2,3% del total mundial). En la suma de bienes y servicios exportados, alcanza los 546,3 mil millones de dólares y se ubica en el puesto 12 a nivel mundial. En términos de importaciones, en 2019 fue el vigésimo mayor importador del mundo: 243.700 millones de dólares.

## Sector Primario
El país se localiza en el norte y latitudes medias del hemisferio norte, la mayor parte de la Federación de Rusia está mucho más cerca del Polo Norte que del Ecuador y posee gran tamaño y diversidad de paisajes, relieve y climas. Con 17,1 millones de km², comprende un octavo de la superficie habitada de la Tierra y algo menos del doble que Estados Unidos. Su parte europea, que comprende una parte sustancial de la Europa continental, es donde se desarrolla la mayor parte de las actividades agrícolas de Rusia, especialmente en las cuencas de los ríos Don y Volga.

### Agricultura
En 2018, Rusia:

Áreas agrícolas en la Federación de Rusia

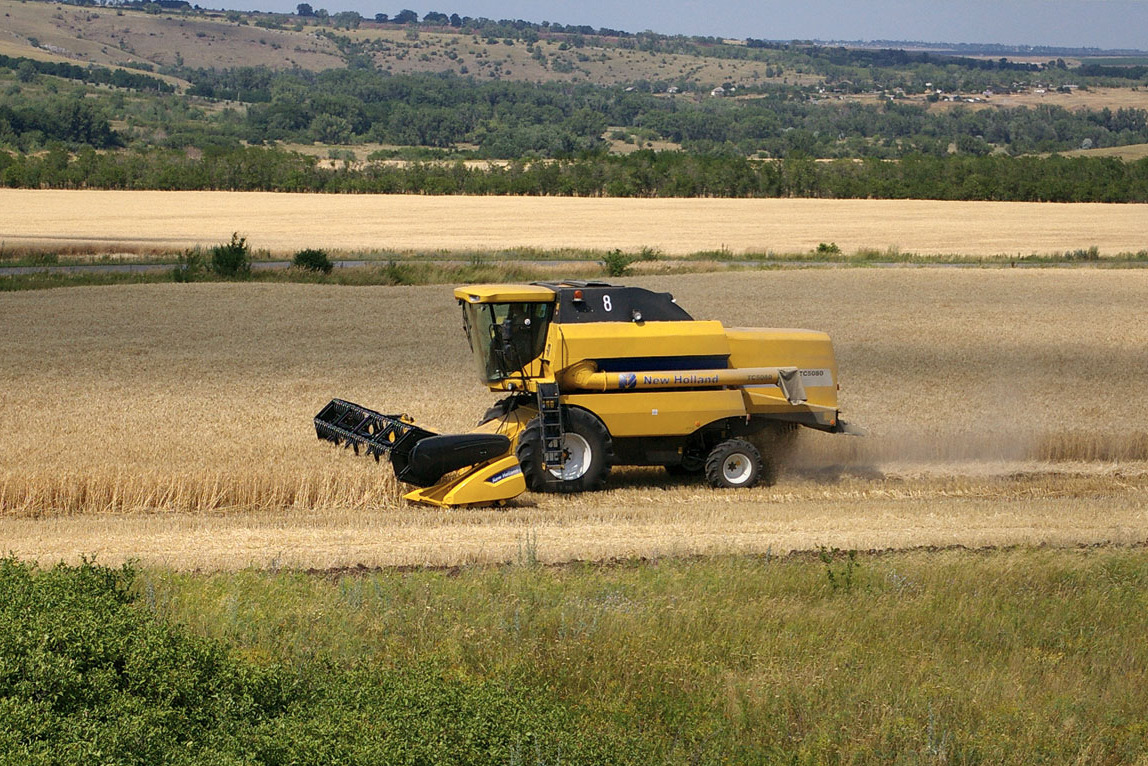
Cosechadora en el Óblast de Rostov.

- Fue el tercer productor mundial de trigo (72,1 millones de toneladas), solo superado por China e India;
- Era el mayor productor mundial de remolacha azucarera (42 millones de toneladas), que se utiliza para producir azúcar y etanol;
- Fue el cuarto productor mundial de papa (22,3 millones de toneladas), solo superado por China, India y Ucrania;
- Fue el mayor productor mundial de cebada (17 millones de toneladas);
- Fue el segundo productor mundial de girasol (12,7 millones de toneladas), solo superado por Ucrania;
- Fue el decimotercer productor mundial de maíz (11,4 millones de toneladas);
- Fue el mayor productor mundial de avena (4,7 millones de toneladas);
- Fue el duodécimo productor mundial de tomates (2,9 millones de toneladas);
- Fue el cuarto productor mundial de repollo (2,5 millones de toneladas), solo superado por China, India y Corea del Sur;
- Fue el segundo productor mundial de guisante seco (2,3 millones de toneladas), solo superado por Canadá;
- Fue el tercer productor mundial de centeno (1,9 millones de toneladas), solo superado por Alemania y Polonia;
- Fue el décimo productor mundial de colza (1,9 millones de toneladas);
- Fue el octavo productor mundial de manzana (1,8 millones de toneladas);
- Fue el cuarto productor mundial de pepino (1,6 millones de toneladas), solo superado por China, Irán y Turquía;
- Fue el noveno productor mundial de cebolla (1,6 millones de toneladas);
- Fue el cuarto productor mundial de zanahoria (1,4 millones de toneladas), solo superado por China, Uzbekistán y Estados Unidos;
- Fue el tercer productor mundial de calabaza (1,1 millones de toneladas), solo superado por China e India;
- Fue el segundo productor mundial de alforfón (931 mil toneladas), solo superado por China;
- Fue el tercer productor mundial de lino (557 mil toneladas), solo superado por Kazajistán y Canadá;
- Fue el cuarto productor mundial de garbanzos (620 mil toneladas), solo superado por India, Australia y Turquía;
- Fue el mayor productor mundial de grosella (398 mil toneladas);
- Fue el cuarto productor mundial de cereza (268 mil toneladas);
- Fue el octavo productor mundial de lenteja (194 mil toneladas);
- Produjo 4 millones de toneladas de soja;
- Produjo 1,9 millones de toneladas de sandía;
- Produjo 1 millón de toneladas de arroz;
- Produjo 627 mil toneladas de uva;

Además de producciones más pequeñas de otros productos agrícolas.
En el sector de la agricultura, su capacidad productiva ha disminuido en un 50% en 1991, acompañado de la disminución de los subsidios estatales. Durante los desastrosos años de Yeltsin en la década de 1990, Rusia importó una gran parte de los alimentos que necesitaba. Para el año 2000, Rusia, junto con Ucrania, y en menor medida, Kazajistán, revocó la dependencia de las importaciones de cereales y se convirtieron otra vez en gigantes mundiales en la exportación de grano y especialmente de trigo. En 2015 las inversiones directas germanas en el sector agrícola ruso batieron el récord de los últimos cinco años al alcanzar los 1.780 millones de euros, en el primer cuatrimestre de 2016 ya han rebasado los 1.100 millones de euros. En los primeros años de la segunda década del siglo XXI se ha dado un notable incremento en la producción agrícola, en especial en aquellas áreas de la industria centradas no solo en la producción interna, sino en la exportación. La producción de semillas rusas viene creciendo desde el año 2000, y en el 2015 la producción de trigo superó a la de EE. UU., En 2006 la producción de trigo fue de 45 millones de toneladas y la de otros cereales de 5.000 toneladas. Expresado en toneladas métricas, en ese mismo año, el país produjo 8,19 millones de oleaginosas; 38,6 millones de patatas (papas); y 15,9 millones de hortalizas; es también destacada la producción de maíz (3.668.560), mijo (600.360) y legumbres (1,76 millones), y está también muy extendido el cultivo de frutas propias de climas templados como manzanas, peras y cerezas, con una producción de 3,19 millones de toneladas. Desde que se impuso en agosto de 2014 la prohibición de importar alimentos de la UE se ha producido un notable crecimiento en la producción de patatas. La cosecha de verduras de Rusia de 2015 también estableció un récord, con un crecimiento de producción global del 3%. El gobierno ruso aumentó los subsidios a los agricultores en los últimos años. El sector se ha beneficiado a su vez de cierta liberalización en la compra venta de tierras aunque el precio general de la hectárea sigue siendo bajo. Esta política expansiva ha permitido incrementar la productividad y mejorar el grado de aprovechamiento de la superficie agrícola. El territorio comprendido entre el mar Negro y el mar Caspio, la zona más productiva del país, dispone de los puertos y rutas de exportación que conectan con clientes como Turquía o Egipto.  Desde 2014 Rusia ha vuelto a convertirse en el tercer mayor productor mundial de trigo, y el cuarto total de cereales, se prevé para 2019 una cosecha de 78-80 millones de toneladas de trigo.

### Ganadería

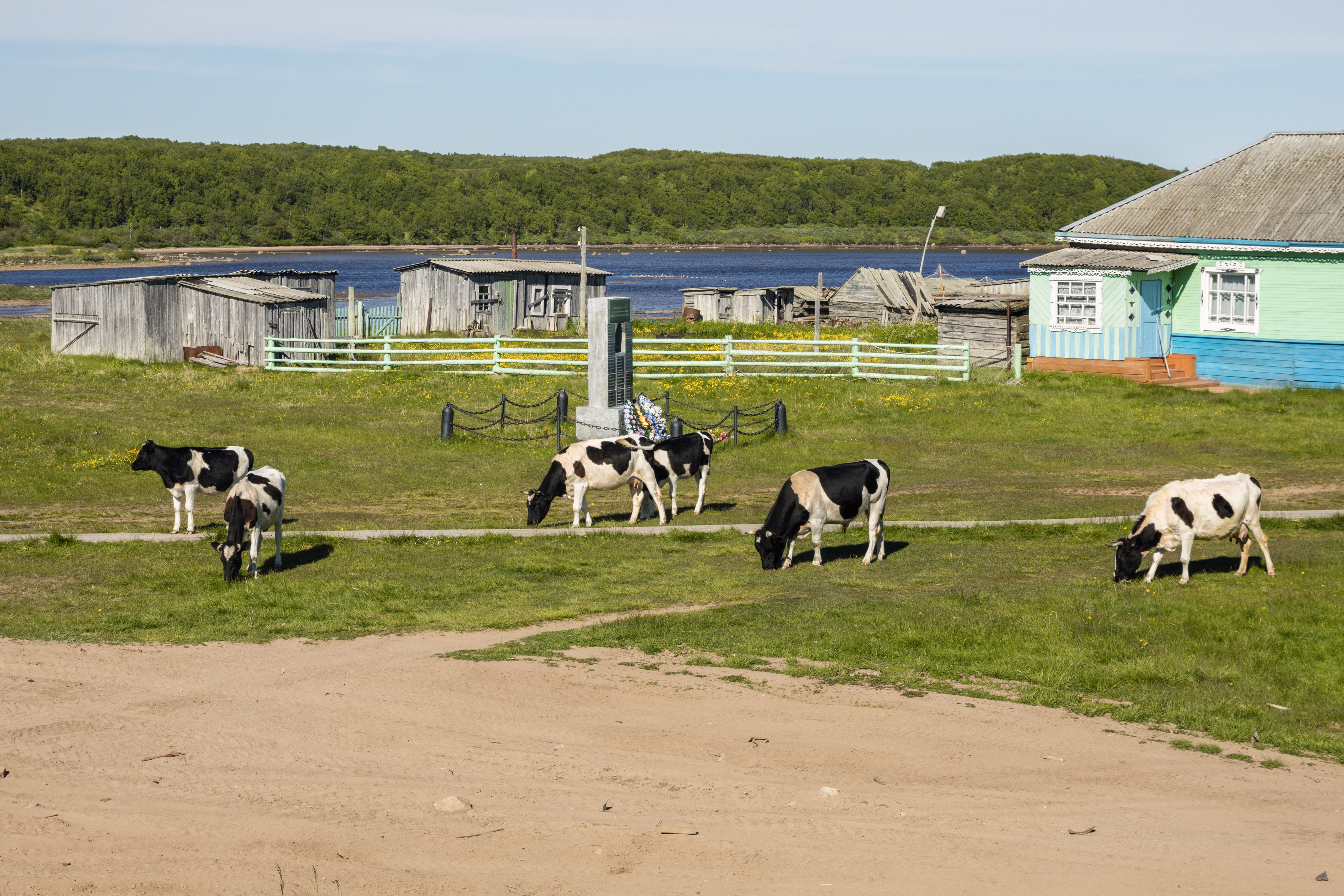
Ganado vacuno en Chapoma, Península de Kola

En ganadería, Rusia fue, en 2018, el cuarto productor mundial de carne de pollo, con una producción de 4,5 millones de toneladas; el 7.º productor mundial de carne de cerdo, con una producción de 3,7 millones de toneladas; el séptimo productor mundial de carne de vacuno, con una producción de 1,6 millones de toneladas; el sexto productor mundial de leche de vaca, con una producción de 30,3 mil millones de litros; el octavo productor mundial de miel, con una producción de 65 mil toneladas, entre otros. El país es el séptimo productor mundial de lana.
La cabaña ganadera está compuesta por 18,27 millones de cabezas de ganado vacuno (datos de 2017), 16,1 de ovino, 13,5 de porcino y 356 millones de aves de corral. Desde que se impuso en agosto de 2014 la prohibición de importar alimentos de la UE, Rusia anunció la búsqueda de autosuficiencia en la mayoría de los productos agrarios. La producción de carne de vacuno se incrementó durante dos años desde 2014 en un 25% hasta 2016, en 2017 sin embargo se apreció una contracción en la producción debido a una ligera caída en la demanda interior con 1,31 millones de toneladas, 5.000 menos que en 2016. Otras carnes que asistieron a un aumento de producción a partir de 2014 fueron la de cerdo en un 18%, de queso y de requesón en un 15%, de carne de aves de corral en un 11%, y de mantequilla en un 6% [cita requerida]. Como consecuencia de la peste porcina africana que afectó a Polonia, Estonia y Lituania el gobierno ruso ha promovido el aumento de la cabaña porcina, incrementando a su vez las inversiones en el sector. A finales de 2017 la autoridad de seguridad alimentaria de Rusia, el Rosselkhoznadzor, prohibió las importaciones de carne de vacuno procedente de Brasil por la presencia de ractopamina, una sustancia prohibida en ese país.

### Industria maderera y silvicultura

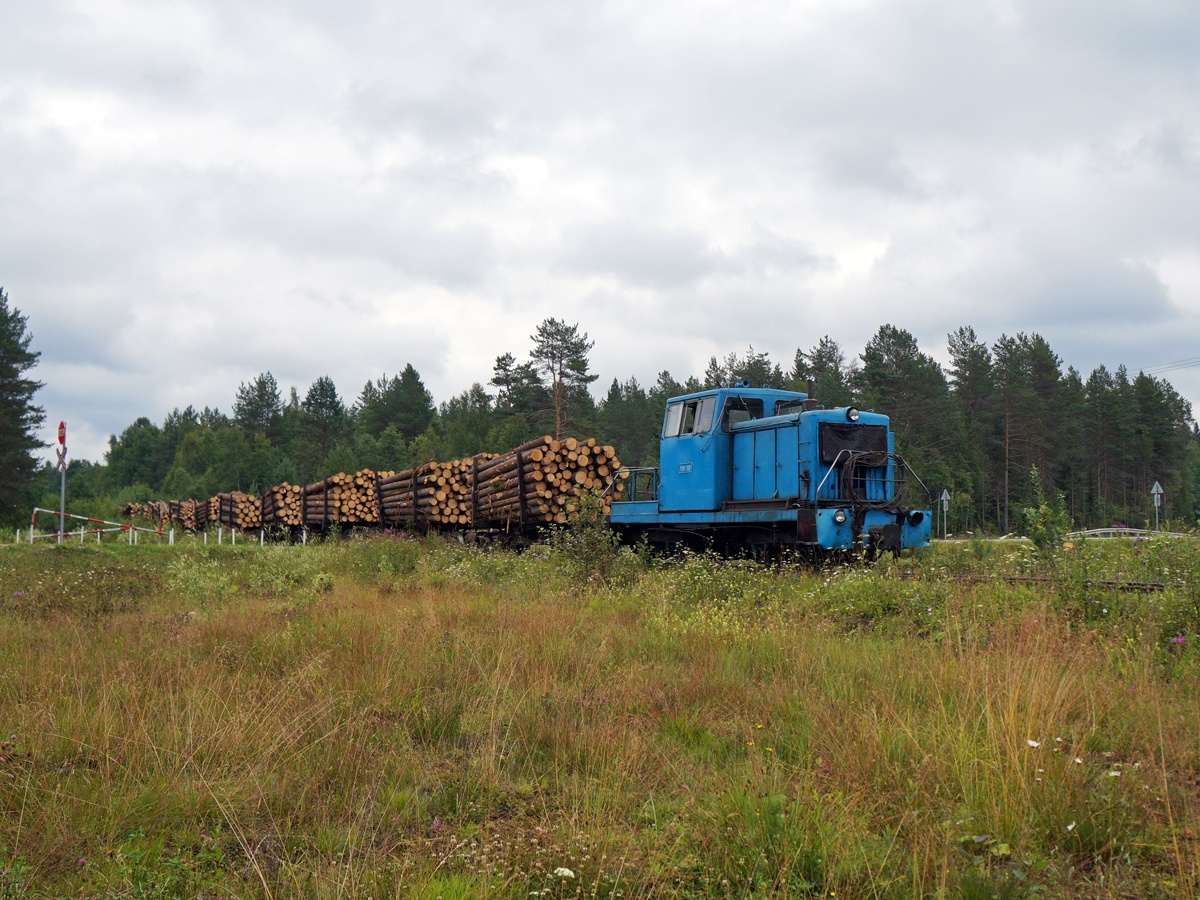
Locomotora transportando troncos en el Óblast de Vólogda.

La industria forestal rusa es un conjunto de industrias rusas relacionadas con la cosecha y el procesamiento de la madera. Uno de los sectores más antiguos de la economía del país acaparando además el 25% de las reservas forestales del planeta. Supone una actividad importante de la economía de Rusia, con una facturación de alrededor de 20 mil millones de dólares al año. Según los datos de 2015, el área forestal total ha superado los 885 millones de hectáreas, lo que representa el 45% del área total del país. Al mismo tiempo, el stock de madera estaba en el área de 82 mil millones de metros cúbicos. La parte principal de las especies de árboles coníferos comprende: pino, abeto, alerce, cedro. Las exportaciones de listones de madera supusieron el 1,13% del valor total de las exportaciones del país, y las de madera sin procesar el 0,45%.
La industria forestal dedica una parte significativa a la elaboración de materiales de construcción para exportación como tableros, madera contrachapada, madera de chapa laminada, etcétera. Rusia se sitúa el segundo puesto del mundo en cuanto a la exportación de madera aserrada, el tercero en relación con la de madera contrachapada y se encuentra entre los diez primeros puestos en el suministro de tableros aglomerados. Un núcleo importante en el procesamiento de madera se localiza en el Óblast de Tver con 150.000 metros cúbicos anuales, de los que un 75% se destinan a la exportación. Entre los clientes internacionales figuran una treintena de países, como Australia, Arabia Saudita y EE. UU, además de algunos países de la UE.
El país a su vez tiene un papel relevante en el mercado mundial de productos de celulosa y papel. Ostenta el segundo puesto del mundo en la exportación de papel prensa y es el principal proveedor de este producto para diversos países de Asia. Uno de cada siete periódicos editados en la India y uno de cada tres en Turquía se imprimen con papel proveniente de Rusia.

### Industria pesquera

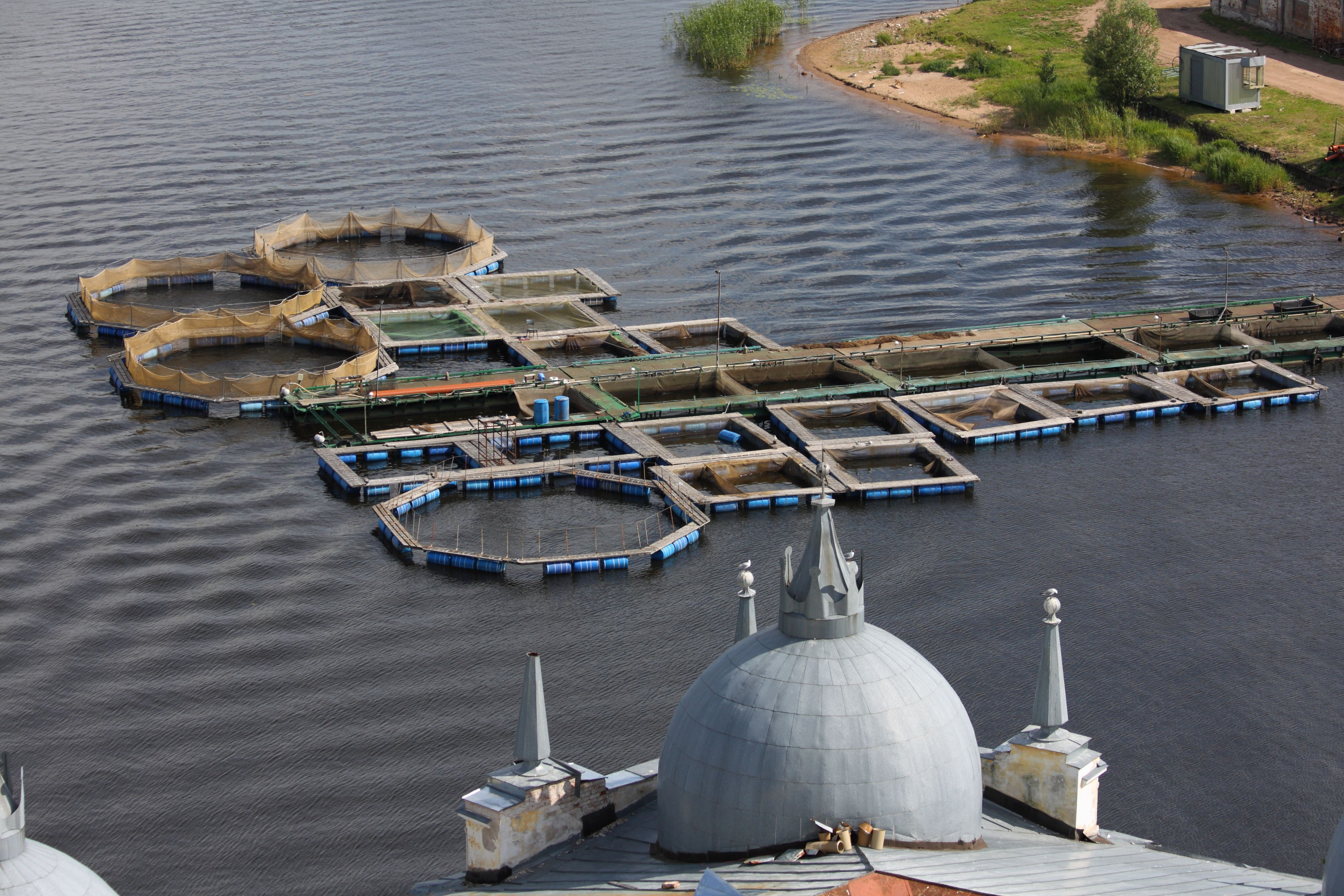
Piscifactoría en el Lago Seliguer.

La costa de la Federación de Rusia es la cuarta más larga del mundo después de Canadá, Groenlandia e Indonesia. La industria pesquera rusa tiene una zona económica exclusiva (ZEE) de 7,6 millones de km², incluido el acceso a doce mares en tres océanos, junto con el mar Caspio (interior) y más de dos millones de kilómetros de ríos. Según la FAO, en 2005 la industria pesquera rusa cosechó 3.190.946 toneladas de pescado de las zonas pesqueras silvestres y otras 114.752 toneladas de la acuicultura. Esto convirtió a Rusia en el noveno productor mundial de pescado, con un 2,3 por ciento del total mundial.
En 2017 el gobierno ruso anunció una inversión de 1.200 millones de dólares en el sector pesquero a empresas con el objetivo de modernizar instalaciones y al menos el 50% de la flota. Los bajos precios en el mercado interior pueden suponer, no obstante, un lastre para la viabilidad de las compañías pesqueras e industrias derivadas. A su vez el consumo de pescado cayó en los últimos años como consecuencia de la caída de la capacidad adquisitiva de los consumidores rusos.

### Minería

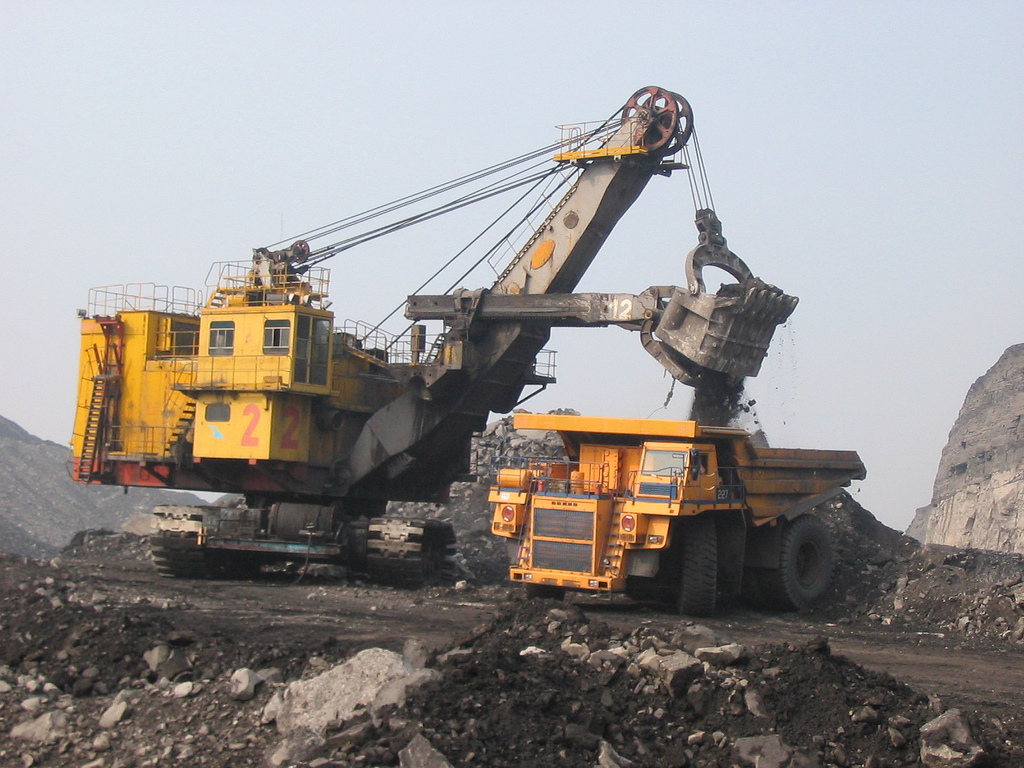
Minería junto a Mezhduréchensk.

Rusia es uno de los mayores productores de minerales del mundo. En 2019, el país fue el tercer productor mundial de oro; 2.º productor mundial de platino; 4.º productor mundial de plata; 9.º productor mundial de cobre; 3.er productor mundial de níquel; Sexto productor mundial de plomo; 9.º productor mundial de bauxita; Décimo productor mundial de zinc; 2.º productor mundial de vanadio; Segundo productor mundial de cobalto; quinto productor mundial de mineral de hierro; Séptimo productor mundial de boro; 9.º productor mundial de molibdeno; 13.º productor mundial de estaño; 3.er productor mundial de azufre; 4.º productor mundial de fosfato; Octavo productor mundial de yeso; además de ser el décimo productor mundial de  sal. Fue el sexto productor mundial de uranio en 2018.
Rusia es productor y exportador líder de minerales y oro y es la nación productora de diamantes más grande del mundo con el 25% de la producción mundial valorada en más 3.400 millones de dólares, y la estatal ALROSA representará aproximadamente el 95% de toda la producción rusa. En el año 2016 las exportaciones de aluminio supusieron el 1,88% de sus exportaciones, el 1,58% de productos metálicos semielaborados, el 1,3% de níquel, el 1,2% de cobre y el 0,39% de arrabio (entre otros). La suma total de las exportaciones de metales rusos suparon el 11,25% de las exportaciones rusas en el año 2016.

#### Minería aurífera
Rusia es en la actualidad el tercer productor mundial de oro. El país produjo un total de 288,55 toneladas de oro en 2016, frente a las 289,51 del año anterior. De ellas, 237,83 toneladas fueron extraídas del subsuelo, frente a las 234 de 2015. Las exportaciones de oro supusieron el 0,38% de las exportaciones totales, con un valor de 1.220 millones de dólares. A pesar del declive de la producción minera de oro a nivel mundial, Rusia ha conseguido incrementar la cantidad de oro extraída de sus yacimientos y pondrá en uso dos nuevas minas en un futuro inmediato. Estas dos minas son el yacimiento de Natalka, en el Óblast de Magadán en el este, el mayor proyecto sobre el terreno de la minera rusa, Polyus Gold y el yacimiento de Sujói Log, en el Óblast de Irkutsk, cuyos derechos de explotación se adjudicó la misma compañía, Polyus, y que se espera que entre en funcionamiento hacia 2020 o 2021

#### Minería en el Ártico
Como consecuencia de la retirada de los hielos árticos por el calentamiento global, y creyendo que el norte del país contiene grandes reservas de petróleo y gas natural, los exploradores rusos sumergieron la bandera rusa en el fondo marino del Ártico el 2 de agosto de 2007, reclamando las fuentes de energía hasta el Polo Norte. La reacción al evento fue mixta: el presidente Vladímir Putin felicitó a los exploradores por "el destacado proyecto científico", mientras que los funcionarios canadienses afirmaron que la expedición era solo un espectáculo público.

#### Minería de diamantes
En 2016, las exportaciones rusas de diamantes supusieron el 2,02% de las exportaciones del país. Alrosa es la mayor minera rusa y proporciona cerca del 28% de los diamantes a nivel mundial y el 95% de los diamantes rusos, consiguiendo en el año 2016 un volumen de ventas de 40,1 millones de quilates e ingresos de más de 4.300 millones de dólares.

## Sector Secundario

### Industria

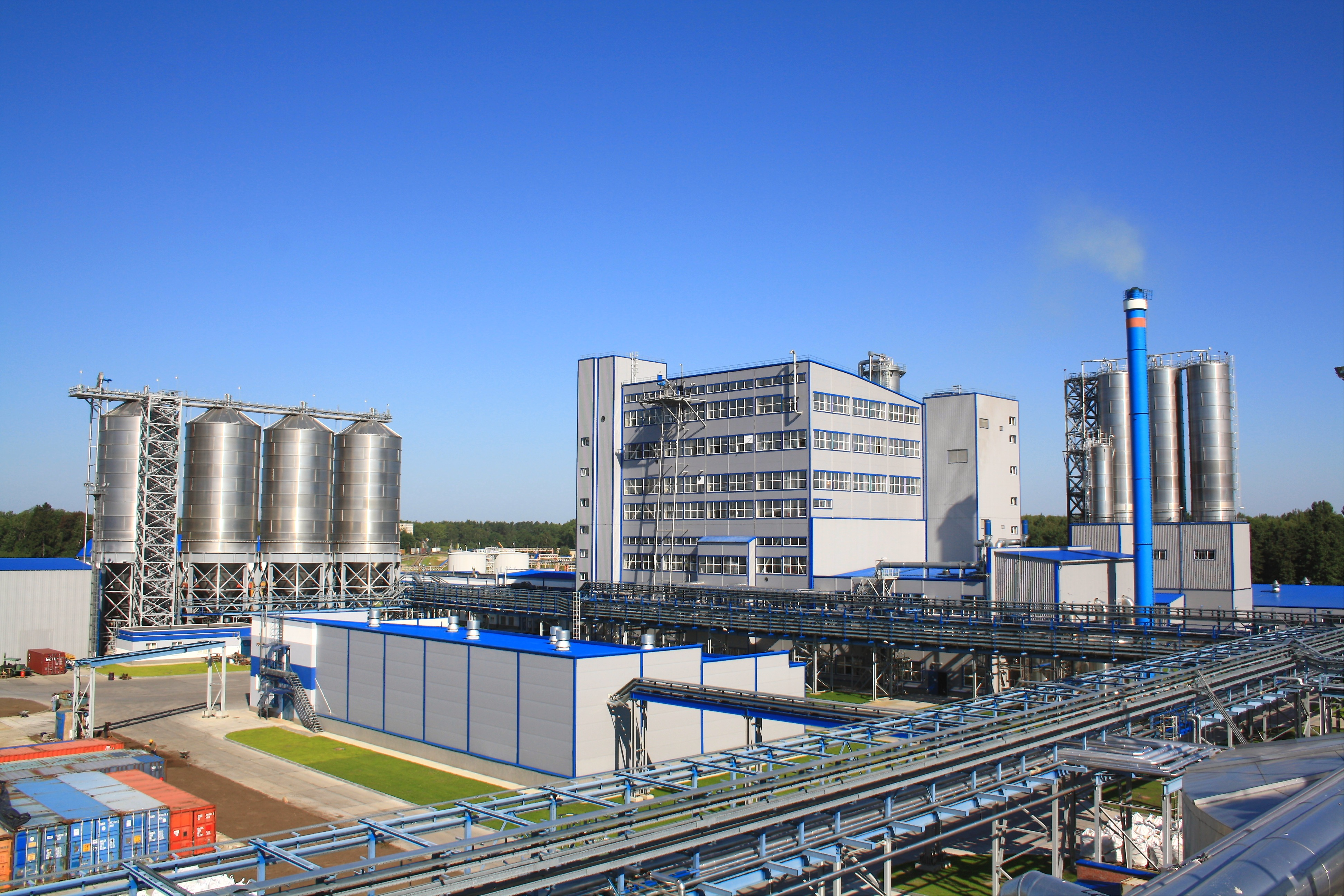
Factoría en Kaliningrado.

El Banco Mundial enumera los principales países productores cada año, según el valor total de la producción. Según la lista de 2019, Rusia tenía la décima industria más valiosa del mundo ($ 222.5 mil millones).
En 2019, Rusia fue el decimotercer productor mundial de  vehículos en el mundo (1,7 millones) y el quinto mayor productor de acero (71,6 millones de toneladas). El país también es el segundo productor más grande del mundo de aceite de girasol, el octavo productor mundial de aceite de soja, el sexto productor mundial de cerveza (a base de cebada). y el quinto productor mundial de mantequilla.
Alrededor del 32 % de la población rusa trabaja en el sector industrial, que aporta alrededor del 40 % del PIB total del país. Rusia tiene industrias manufactureras bien desarrolladas, como la industria química, la automovilística y la electrónica. El acero, el aluminio y la industria del níquel son algunas de las industrias del metal más importantes de Rusia, que también son una considerable fuente de ingresos. La industria rusa cubre la producción de carbón, petróleo, gas, productos químicos y metales desde la minería hasta la refinación. Además, Rusia produce una amplia gama de diferentes máquinas, equipos militares, equipos de carreteras y ferrocarriles y equipos de comunicaciones. La producción también incluye maquinaria agrícola, suministro de generación y transmisión de electricidad, equipo médico y científico y bienes de consumo duraderos. El país también cuenta con una importante industria de la confección, la alimentación y la artesanía. En 2010, la industria creció un 8,2%
La producción de maquinaria es una de las más importantes industrias rusas. Aproximadamente un 23% del total de la industria rusa pertenece a este sector. A partir del año 2000, se aprecia un incremento en la producción de maquinaria agrícola, maquinaria ligera y elementos de transporte (aumentó en un 20% en 2004). Por un decreto del presidente de la Federación de Rusia, Vladímir Putin, Rostec pasa a controlar 426 empresas del sector industrial considerado estratégico. Debido a la devaluación del rublo en 1998, se redujo la importación de maquinaria extranjera y se aumentó la capacidad de producción de maquinaria especializada para el mercado interno, teniendo también como destino la exportación hacia otros países, sobre todo a sus socios de la Comunidad Económica Eurasiática (CEEA) y de la Comunidad de Estados Independientes (CEI). Este es uno de los sectores de la economía moderna en Rusia que actúa como motor del resto de sectores.
Según la OCDE, la producción industrial del país aumentó desde 1999 hasta 2012, cuando ya era un 50% mayor que en 1994. La producción industrial creció al mismo ritmo que la economía. De acuerdo con el Banco Europeo para la Reconstrucción y el Desarrollo, la participación de la industria en el PIB ha permanecido relativamente constante, la participación de las manufacturas en el PIB se mantuvo en torno al 40% entre 1998 y 2010. Y se producen textiles, armas y tecnologías. En 2016, Rusia vendió armas por 15.000 millones de dólares  de los cuales 13.100 millones se deben a la producción de la empresa Rosoboronéxport, Rusia produce vagones, plataformas de ferrocarril, cisternas, tractores y blindados. Según el Banco Mundial, la participación de las manufacturas en el PIB se mantuvo en torno al 40% entre 1998 y 2010.  Se producen automóviles como Lada, Ford, Toyota o Nissan. En 2010 se produjeron más automóviles en Rusia (más de 2 millones de unidades) que en el momento pico de la Unión Soviética (en 1985)
La cifra media de empleados en este sector fue de 4,2 millones en 2004. Esta cifra es la mitad de los empleados de diez años antes, lo que da cuenta de su gran pérdida de importancia. En la década de 2000, se abrieron varias docenas de plantas de automóviles en Rusia, produciendo automóviles bajo las marcas de fabricantes conocidos, incluidos Volkswagen, Škoda, BMW, Ford, Renault, Toyota, Chevrolet , Peugeot - Citroën - Mitsubishi, Nissan, Opel , Kia Automobile Alliance,  Volvo y algunos otros

### Sector eléctrico e hidrocarburos

Principales yacimientos de gas natural de la Federación de Rusia hacia 2013.

Principales yacimientos de petróleo de la Federación de Rusia hacia 2013.

En energías no renovables, en 2020, el país fue el segundo mayor productor de petróleo del mundo, extrayendo 9,8 millones de barriles / día. En 2019, el país consumió 3,3 millones de barriles / día (el sexto consumidor más grande del mundo). El país fue el segundo exportador de petróleo más grande del mundo en 2018 (5,2 millones de barriles / día). En 2015, Rusia fue el segundo productor mundial de gas natural, 598,6 mil millones de m³ por año. En 2019, el país fue el segundo mayor consumidor de gas (444,3 mil millones de m³ por año) y fue el mayor exportador de gas del mundo en 2015: 197,7 mil millones de m³ por año. Los países de la Unión Europea son los mayores compradores de petróleo y gas de Rusia. En la producción de carbón, el país fue el sexto más grande del mundo en 2018: 411,2 millones de toneladas. Rusia es el tercer exportador de carbón más grande del mundo (210 millones de toneladas en 2018) Rusia es también el cuarto país con más  plantas atómicas en su territorio: en 2019 había 38 plantas, con una potencia instalada de 28, 4 GW.
En energías renovables, en 2020, Rusia fue el 37.º productor mundial de energía eólica del mundo, con 0,1 GW de potencia instalada, y el 34º productor mundial de energía solar, con 1, 4 GW de potencia instalada. Debido a que el país es un gran exportador de energía, no hay necesidad de invertir en energía eólica y solar, además de que Rusia, al estar cerca de los polos de la Tierra, tiene una radiación solar muy baja. En 2014 fue el quinto mayor productor de energía hidroeléctrica del mundo (detrás de China, Brasil, Canadá y EE. UU.) con una capacidad instalada de 51 GW.
Rusia es el segundo productor mundial de petróleo tras Estados Unidos. La Federación de Rusia, además es el primer productor mundial de gas natural, posee un 27,8% de las reservas mundiales probadas (unos 47.572 millones de m³). Un cuarto de la producción de gas en el mercado mundial corresponde al gas ruso. Dichas reservas son suficientes para mantener la producción a los niveles actuales durante los próximos 80 años. La parte europea de Rusia depende principalmente de fuentes fósiles, siendo el gas la principal fuente, mientras que en los territorios de Siberia y Lejano Oriente dependen en mayor medida del carbón. En el año 2016 las exportaciones rusas de petróleo crudo supusieron el 25,02% de las exportaciones totales del país y de petróleo refinado el 16,70%.

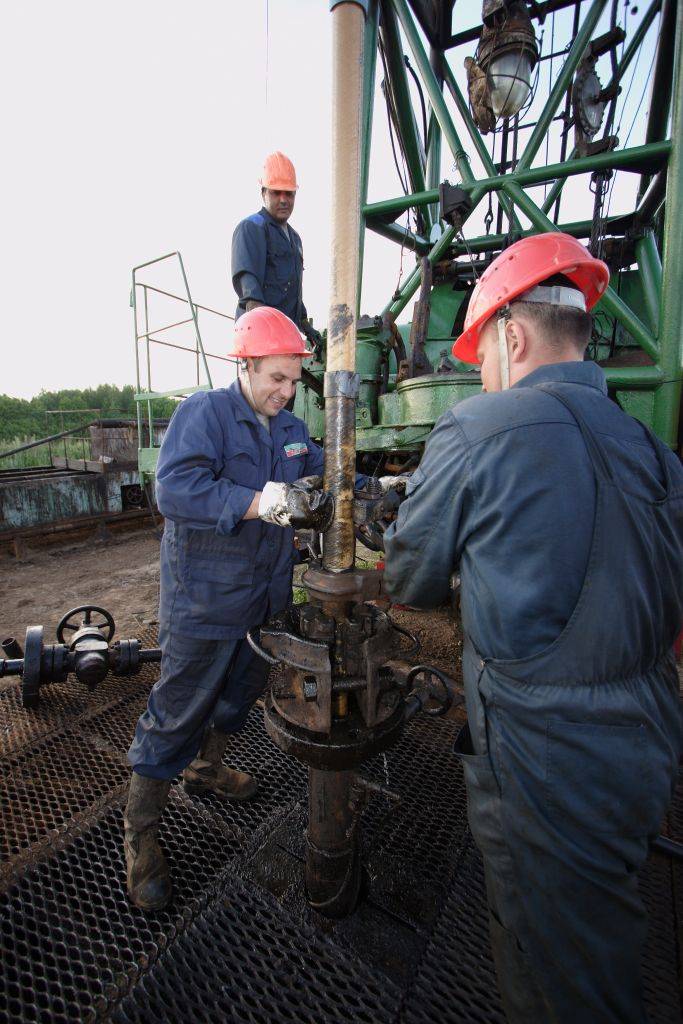
Operarios en una estación petrolífera de Tatneft en 2005.

Plantas nucleares de la Federación de Rusia hacia 2006

El sector eléctrico en Rusia es el mayor de Europa y el cuarto mayor del mundo, después de Estados Unidos, China y Japón. El total de electricidad producida en 2005 fue de 958.789 miles de millones de kilovatios. La industria generadora eléctrica en Rusia se concentra en el norte y centro del país, y cuenta con un abastecimiento ingente de todas las materias primas necesarias para su sustento, inclusive, el país es uno de los líderes mundiales en la producción de energía e industria nuclear en el mundo. Las estimaciones de reservas probadas de petróleo en Rusia es de  200.000 millones de barriles. La mayoría de estas estimaciones solo incluyen las reservas de Siberia Occidental, explotadas desde la década de 1970, que habitualmente aportan dos tercios del petróleo de Rusia. En 2005, el Ministerio ruso de Recursos Naturales afirmó que existían otros 4.700 millones de barriles (0.75×10^9 m³) de petróleo en el este de Siberia. Adicionalmente, se calcula que existen 100.000 millones de toneladas de petróleo y gas en las aguas territoriales rusas del Ártico.
El peso específico del sector petrolífero en la economía rusa representa el 8% del PIB. Se estima que las reservas rusas de petróleo se sitúan en torno al 4,5% de las reservas mundiales.
El transporte de petróleo se articula por medio de un monopolio estatal, a través de la compañía Transneft, titular de la red de oleoductos a nivel federal. El régimen de exportación como el acceso al sistema de oleoductos, permiten al Gobierno regular el tráfico con gran efectividad y asegurarse unos importantes ingresos fiscales. El actual sistema tiene una longitud de 46.700 kilómetros.
A pesar de este potencial, la red eléctrica rusa se enfrenta con problemas que van desde la obsolescencia  heredada de las relativas comodidades brindadas a sus naturales desde la era soviética, la gratuidad en el servicio.
Una nueva reforma impulsada por el Estado ruso en el sector persigue privatizar una serie de activos e introducir un mercado mayorista energético, con empresas dedicadas a la prestación de este y otros servicios domiciliarios. Se ha planteado firmar acuerdos con otras empresas inversoras extranjeras. Pese a contar con  reservas enormes de hidrocarburos y una potente red de centrales nucleares en los últimos años ha crecido las energías renovables.
Los enormes beneficios procedentes de las exportaciones a Europa son los que permiten que el holding estatal Rosneft obtenga beneficios como tal y pueda financiar su funcionamiento y la renovación de su maquinaria dentro de Rusia.

### Industria de defensa
La industria de defensa de Rusia emplea entre 2,5 y 3 millones de personas, lo que representa el 20% del volumen de productos manufacturados. Rusia es el segundo mayor exportador de armas convencionales después de Estados Unidos. El mayor fabricante de armas de fuego del país, Kalashnikov Concern, produce alrededor del 95% de todas las armas pequeñas en Rusia y abastece a más de 27 países en todo el mundo. Los tipos de armamento más populares que se compran en Rusia son los aviones caza Sukhoi y MiG, sistemas de defensa aérea, helicópteros, tanques de batalla, vehículos blindados de transporte de tropas y vehículos de combate de infantería. La organización de investigación Centro de Análisis de Estrategias y Tecnologías clasificó al productor de sistemas de defensa aérea Almaz-Antey como la compañía más exitosa de la industria en 2007, seguido por el fabricante de aviones Sukhoi. Los ingresos de Almaz-Antey ese año fueron de 3.122 mil millones de dólares, y tenía una fuerza laboral de 81.857 personas.

### Industria aeroespacial
La fabricación de aviones es un sector industrial importante en Rusia, que emplea a alrededor de 355.300 personas. La industria aeronáutica rusa ofrece una cartera de aviones militares de reconocimiento internacional como MiG-29 y Su-30, mientras que nuevos proyectos como el Sukhoi Superjet 100 esperan que contribuyan al repunte en las ventas de aviación civil. En 2009, las empresas que pertenecen a United Aircraft Corporation entregaron 95 nuevos aviones de ala fija a sus clientes, incluidos 15 modelos civiles. Además, la industria produjo más de 141 helicópteros. Es uno de los sectores de alta tecnología más intensivos en ciencia y emplea la mayor cantidad de personal calificado. La producción y el valor de la rama de aeronaves militares supera con creces a otros sectores de la industria de defensa, y los productos de aeronaves representan más de la mitad de las exportaciones de armas del país.
La industria espacial de Rusia consta de más de 100 empresas y emplea a 250,000 personas. La compañía más grande de la industria es RKK Energia, el principal contratista de vuelos espaciales tripulados. Los principales productores de vehículos de lanzamiento son Khrunichev y TsSKB Progress. El desarrollador de satélite más grande es Reshetnev Information Satellite Systems, mientras que NPO Lavochkin es el principal desarrollador de sondas interplanetarias. [cita requerida]

### Industria automovilística
La producción de automóviles es una industria importante en Rusia, que emplea directamente a alrededor de 600,000 personas o el 0.7% de la población activa. Además, la industria brinda apoyo a alrededor de 2-3 millones de personas en industrias relacionadas. Rusia fue el 15.º mayor productor de automóviles del mundo en 2010, y representa alrededor del 7% de la producción mundial. En 2009, la industria produjo 595,807 vehículos ligeros, frente a 1,469,898 en 2008 debido a la crisis financiera mundial. Las compañías más grandes son los productores de vehículos livianos AvtoVAZ y GAZ, mientras que KAMAZ es el principal productor de vehículos pesados [cita requerida].

## Sector Terciario

### Turismo

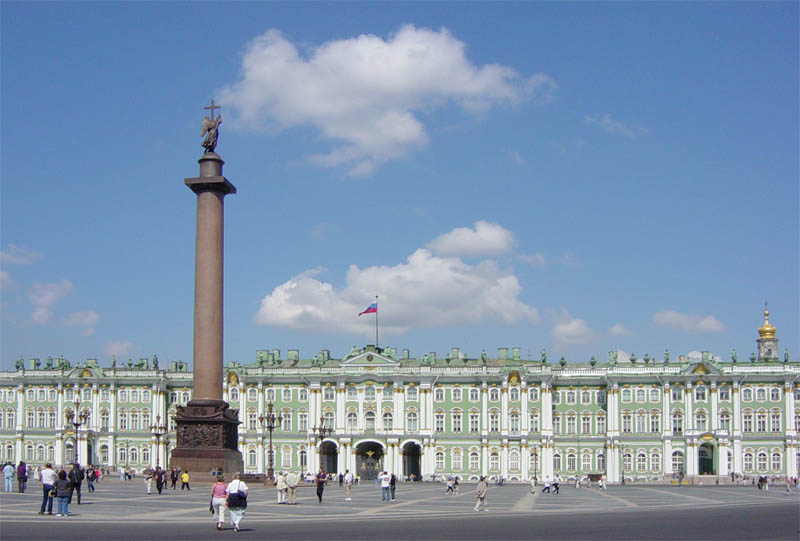
Palacio de Invierno, Residencia de los Zares, sede del gobierno provisional y epicentro de la Revolución de Octubre, hoy parte del Museo del Hermitage.

En 2018, Rusia fue el decimosexto país más visitado del mundo, con 24,5 millones de turistas internacionales. Los ingresos por turismo este año fueron de $ 11,8 mil millones.
El turismo en Rusia ha experimentado un rápido crecimiento desde el final de la Unión Soviética, primero con el turismo interno y luego con el turismo internacional. El rico patrimonio cultural y la gran variedad de espacios naturales colocan a Rusia entre los destinos turísticos más populares del mundo. Sin incluir Crimea, el país contiene 23 sitios del Patrimonio Mundial de la UNESCO, mientras que muchos más figuran en las listas como candidatos de la UNESCO.
Las principales rutas turísticas en Rusia incluyen un recorrido por el Anillo de Oro con ciudades con un importante patrimonio principalmente iglesias, catedrales y monasterios, cruceros fluviales incluido el Volga, visitas a los lugares históricos de Nizni Nóvgorod y largos viajes en la línea conocida como Transiberiano. Diversas regiones y culturas étnicas de Rusia ofrecen variada gastronomía y artesanía local, y muestran una gran variedad de tradiciones, como la sauna rusa (banya), la pintura tradicional rusa de Jojlomá, la muñeca matrioshka, la celebración tártara del Sabantuy o rituales chamánicos siberianos. En 2013, Rusia recibió un total de 33 millones de turistas, siendo el noveno país más visitado del mundo y el séptimo más visitado de Europa.
En 2013, llegaron a Rusia 27 millones de turistas internacionales que generaron ingresos turísticos por valor de 11.200 millones de dólares 
Incluyendo el turismo nacional e internacional, la industria turística contribuyó directamente con 860 mil millones de rublos al PBI ruso y generó 966.500 puestos de trabajos en el país.

### Transportes y comunicaciones

Mapa del sistema de autopistas federales ruso.

En 2005 el peso del transporte y las comunicaciones fue de un 10,2% del PIB ruso. En el transporte terrestre, la red de carreteras tiene una longitud de a 2016 de 933.000 kilómetros, de los cuales 785.000 estaban pavimentadas. Algunas de ellas forman el sistema federal ruso de autopistas. Hay alrededor de 24 millones de automóviles, lo que representa un aumento del 20% desde el año 2000. Ello equivale a 178 coches por cada mil personas, cifra muy inferior aun a la de Europa Occidental (500 por cada mil personas), pero que registra anualmente tasas de crecimiento del orden del 4-5%.sin ref
La red de carreteras se caracteriza por la Baja densidad. Según datos del Ministerio de Transportes, la densidad de la red de carreteras públicas asfaltadas no alcanza los 32 km por 1000 km² de territorio, cifra sensiblemente inferior a otros países comparables por tamaño (EE. UU.: 600 km; Canadá: 300 km). y de una Estructura radial, muchas regiones solo se comunican entre sí a través del centro.
El crecimiento económico de los últimos años, unido a la estabilidad política, ha puesto en evidencia el retraso de las infraestructuras de transporte respecto del resto de los sectores económicos del país, por lo que su reforma ha pasado a ser objetivo prioritario del Gobierno.

### Sector ferroviario

Las líneas ferroviarias más importantes de Rusia.

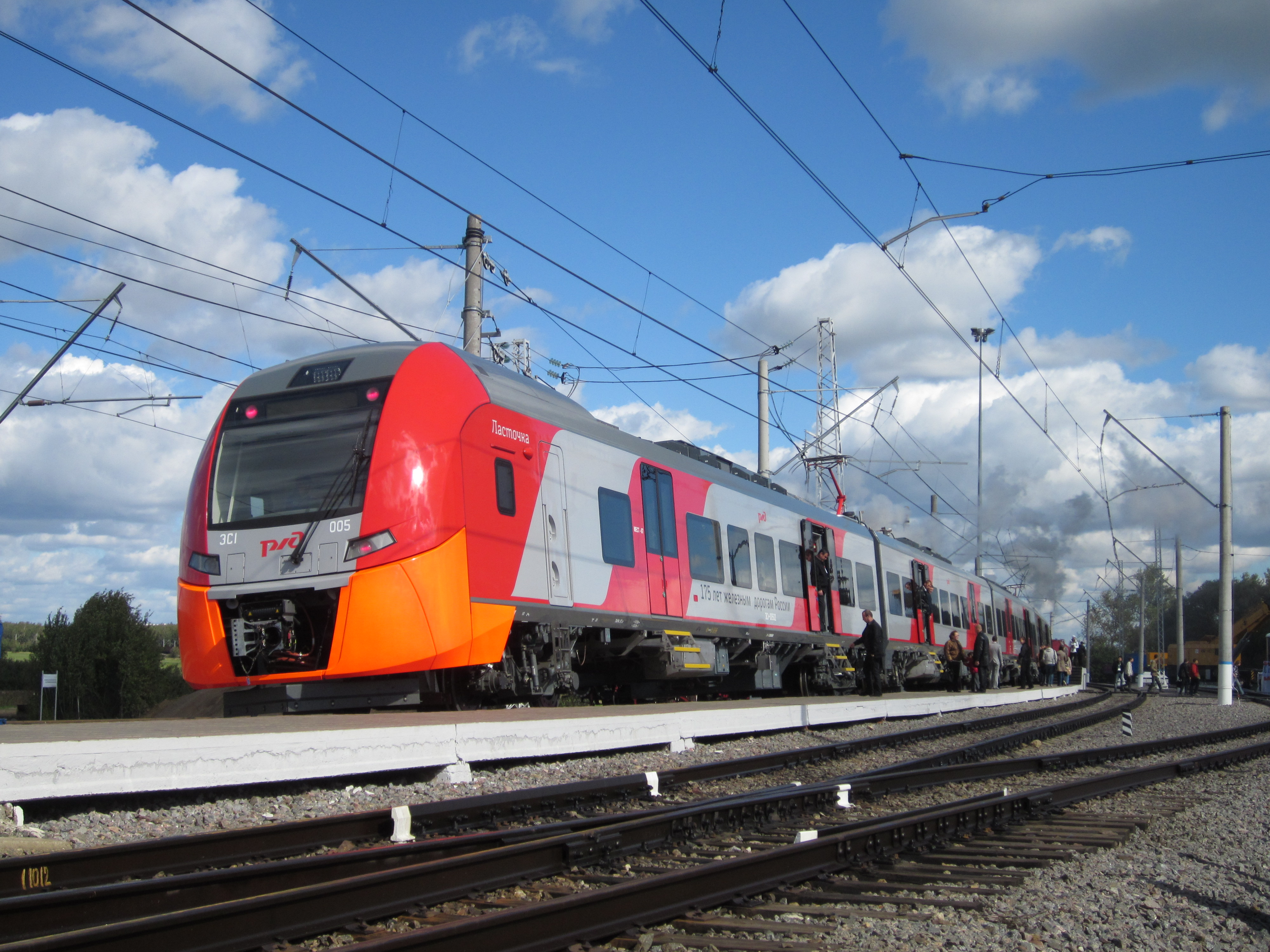
Test de 2012 de la unidad ES1-005 en Scherbinka junto a Moscú.

Rusia tiene la segunda red ferroviaria más grande del mundo con una longitud total de pista de 87.157 kilómetros desde 2011. Las vías electrificadas son alrededor de la mitad de la red ferroviaria rusa, es decir, un total de 40.300 kilómetros, pero lleva la mayor parte del tráfico ferroviario. En la actualidad expertos chinos estudian la construcción de las líneas ferroviarias de alta velocidad que unirán Moscú, San Petersburgo y Ekaterimburgo.
Los Ferrocarriles Rusos, la empresa ferroviaria nacional, es una de las compañías más grandes del mundo del transporte Solo en 2007, Ferrocarriles Rusos transportó un total de 1 300 millones de pasajeros y 1 300 millones de toneladas de carga en sus rutas de transporte común.
La red de ferrocarriles rusa tiene una longitud de 150.000 kilómetros, de los cuales 87.000 (la mayoría de vía ancha) son de uso general y 63.000 km de uso industrial. La longitud de las vías electrificadas es de 43.000 km, lo que representa un tercio del total. El ferrocarril es el medio de transporte más importante en la Federación de Rusia, con una cuota del 42,6% en transporte de mercancías y un 35% del de pasajeros. El tráfico ferroviario tiene gran potencial. En los últimos años entraron en servicio nuevas líneas diurnas de alta velocidad, como la que une Moscú y San Petersburgo en menos de cuatro horas.
El sector del ferrocarril representa en Rusia uno de los más grandes y lucrativos mercados debido a las posibilidades de provisión de material (vagones y locomotoras), mantenimiento de vías, telecomunicaciones e información tecnológica o material de seguridad. La continuación de las reformas de la red ferroviaria constituye una de las máximas prioridades, al ser el ferrocarril el principal componente de la red de transportes rusa. En 2004 se invirtieron 126 billones de rublos en la modernización de las vías e infraestructuras a través del monopolio estatal.

### Transporte marítimo

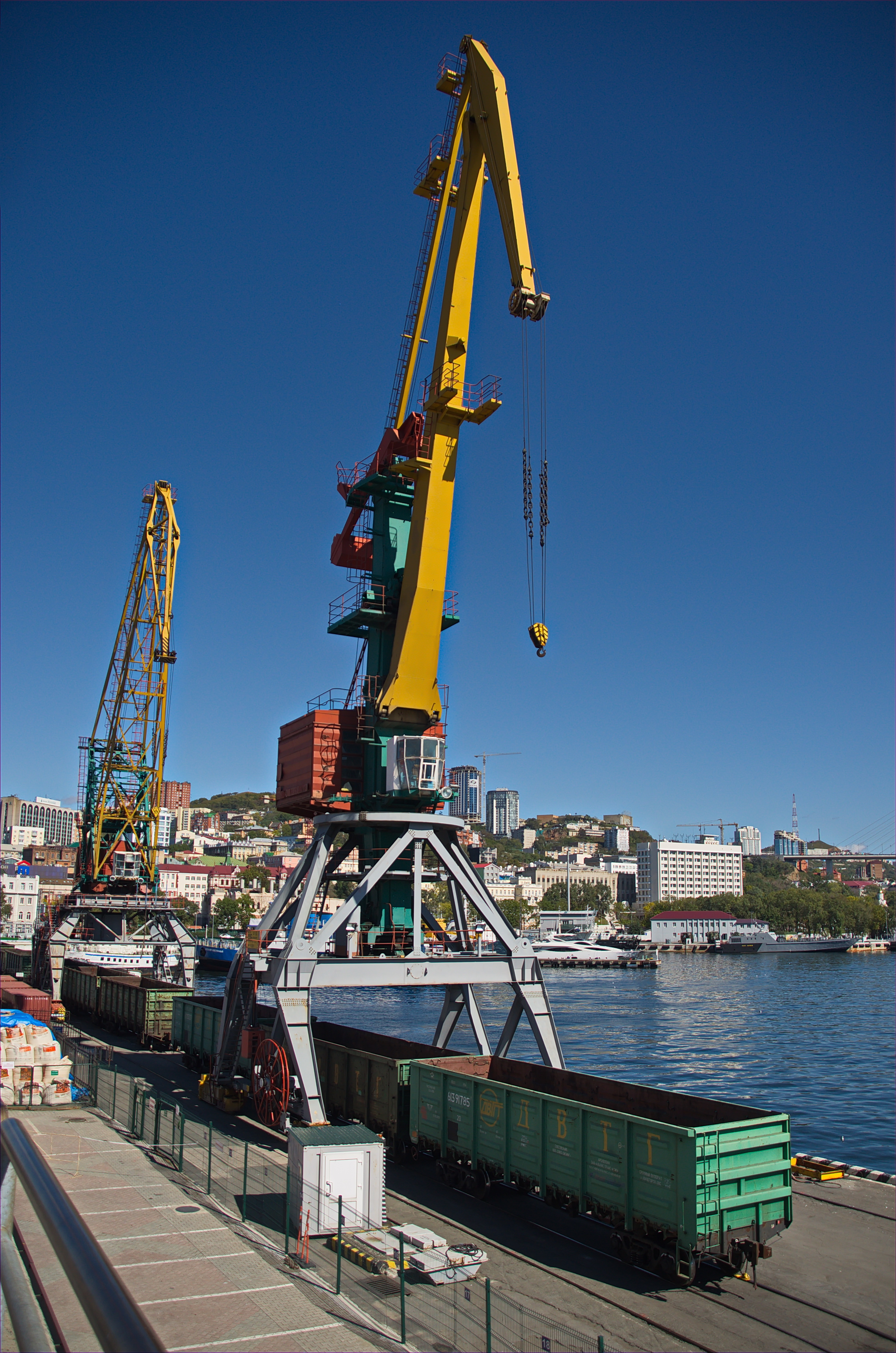
Grúas en el puerto de Vladivostok.

En el transporte marítimo, la Federación de Rusia cuenta con 95.900 kilómetros navegables. Tras la desintegración de la Unión Soviética, la Federación de Rusia retuvo solo 40 de sus 92 puertos. Tras una casi desaparición en los 90 en la actualidad la industria naval rusa involucra unas 160 empresas, entre astilleros, centros científicos, oficinas de diseño, plantas productivas de maquinaria y equipos navales con unos 200 mil trabajadores.
Según la Estrategia de Desarrollo del Transporte en la Federación de Rusia, es necesario dotar a los puertos de la infraestructura necesaria para que pueda estar en condiciones de asumir el 85% del volumen del comercio internacional, con lo que se conseguirá elevar la carga anual hasta los 75-84 millones de toneladas (en 2003 fueron 44 millones). Para ello deben adoptarse medidas que aseguren la competitividad, ya que el 80% de los buques propiedad de compañías rusas están registrados en otras jurisdicciones.

### Industria armamentista
Al principio de los años noventa, el complejo militar-industrial de la URSS contaba con aproximadamente 4000 instalaciones de producción y organizaciones dedicada a la  investigación y al diseño industrial, empleaba a 6 millones de trabajadores siendo uno de los sectores más modernos y dinámicos. Tras las reformas de Yeltsin el complejo militar-industrial entró en un periodo de profunda crisis, y su producción se redujo en un 90% con respecto a 1991.

### Transporte aéreo

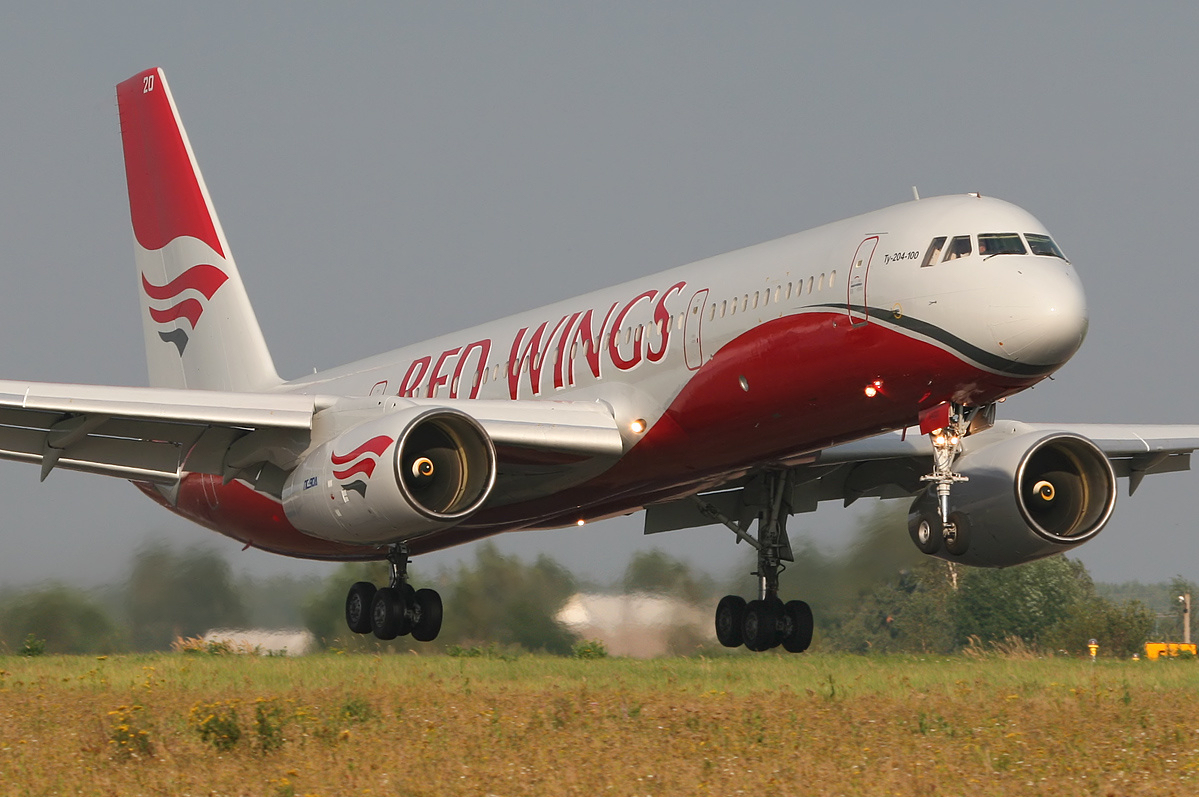
Túpolev Tu-204-100 de la Red Wings Airlines. Los aviones Tu-204 son fabricados por Aviastar-SP en Uliánovsk.

En cuanto al transporte aéreo, Rusia dispone de 1.730 aeropuertos, de los cuales sólo 640 tienen pistas pavimentadas. Las infraestructuras de la mayoría de ellos están obsoletas.
El cumplimiento de los estándares técnicos internacionales es uno de los principales desafíos de la aviación rusa. Se calcula que un gran porcentaje de los aviones que operan en larga distancia en Rusia no cumplen dichos estándares.[cita requerida] La fabricación de aviones es un sector industrial importante en Rusia, da empleo a alrededor de 355.300 personas. El desmembramiento de la Unión Soviética sumergió a la industria en una profunda crisis, especialmente para el segmento de la aviación civil. La situación comenzó a mejorar hacia mediados de la primera década de los 2000 debido a un crecimiento en el transporte aéreo y a la creciente demanda. Un programa de consolidación iniciado en 2005 condujo a la creación del holding United Aircraft Corporation, que incluye la mayoría de las empresas más importantes del sector.
La industria aeronáutica rusa ofrece una cartera de aviones militares competitivos a nivel internacional, tales como el MiG-29 y el Su-27, además de los nuevos proyectos como el Sukhoi Superjet 100 con los que se espera revivir las fortunas del segmento de la aviación civil. En 2009, las empresas pertenecientes a la United Aircraft Corporation entregó 95 nuevos aeroplanos a sus clientes, incluyendo 15 modelos civiles. Además, la industria produjo más de 141 helicópteros.
Otro de los aspectos importantes relativos a la aviación civil es el de la seguridad, una de las principales preocupaciones del Gobierno, quien debe velar por el cumplimiento de los estándares de seguridad mediante el establecimiento de los controles de calidad pertinentes.[cita requerida]

### Telecomunicaciones

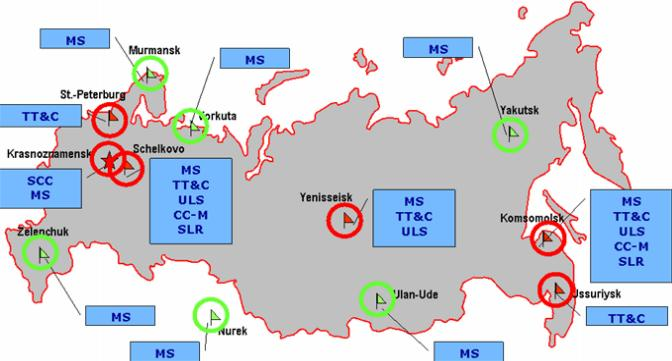
Red GLONASS.

Rusia posee como herencia de las inversiones soviéticas un desarrollado sistema de telecomunicaciones, y un sistema de satélites llamado GLONASS (en ruso Globálnaya Navigatsiónnaya Spútnikovaya Sistema) es un Sistema Global de Navegación por Satélite (GNSS) desarrollado por la Unión Soviética, siendo hoy administrado por la Federación de Rusia y que constituye el homólogo del GPS estadounidense y del Galileo europeo.
Consta de una constelación de 31 satélites (24 en activo, 3 satélites de repuesto, 2 en mantenimiento, uno en servicio y otro en pruebas) situados en tres planos orbitales con 8 satélites cada uno y siguiendo una órbita inclinada de 64,8° con un radio de 25.510 km. La constelación de GLONASS se mueve en órbita alrededor de la Tierra con una altitud de 19.100 km (diecinueve mil cien kilómetros).
En 2015, comenzó la construcción de un nuevo satélite que trabajará en la órbita geoestacionaria y tendrá un plazo de servicio de al menos 15 años, está destinado a la transmisión de datos a alta velocidad. Además, cubrirá las necesidades de abonados en comunicación telefónica y por videoconferencias y facilitará el acceso a Internet de banda ancha.
- Los servicios de Internet están mejorando. Rusia ha realizado un gran esfuerzo en la construcción de infraestructuras de telecomunicaciones necesarias para una economía de mercado[cita requerida].
- Todavía más dinámico es el sector de telefonía móvil, en el que son tres los operadores principales. En febrero de 2006 ya son más de 129 millones los abonados a servicios de telefonía móvil, lo que ha supuesto que la tasa de penetración en todo el país pase de un 30% a un 89% en tan sólo dos años[cita requerida].

### Sistema financiero

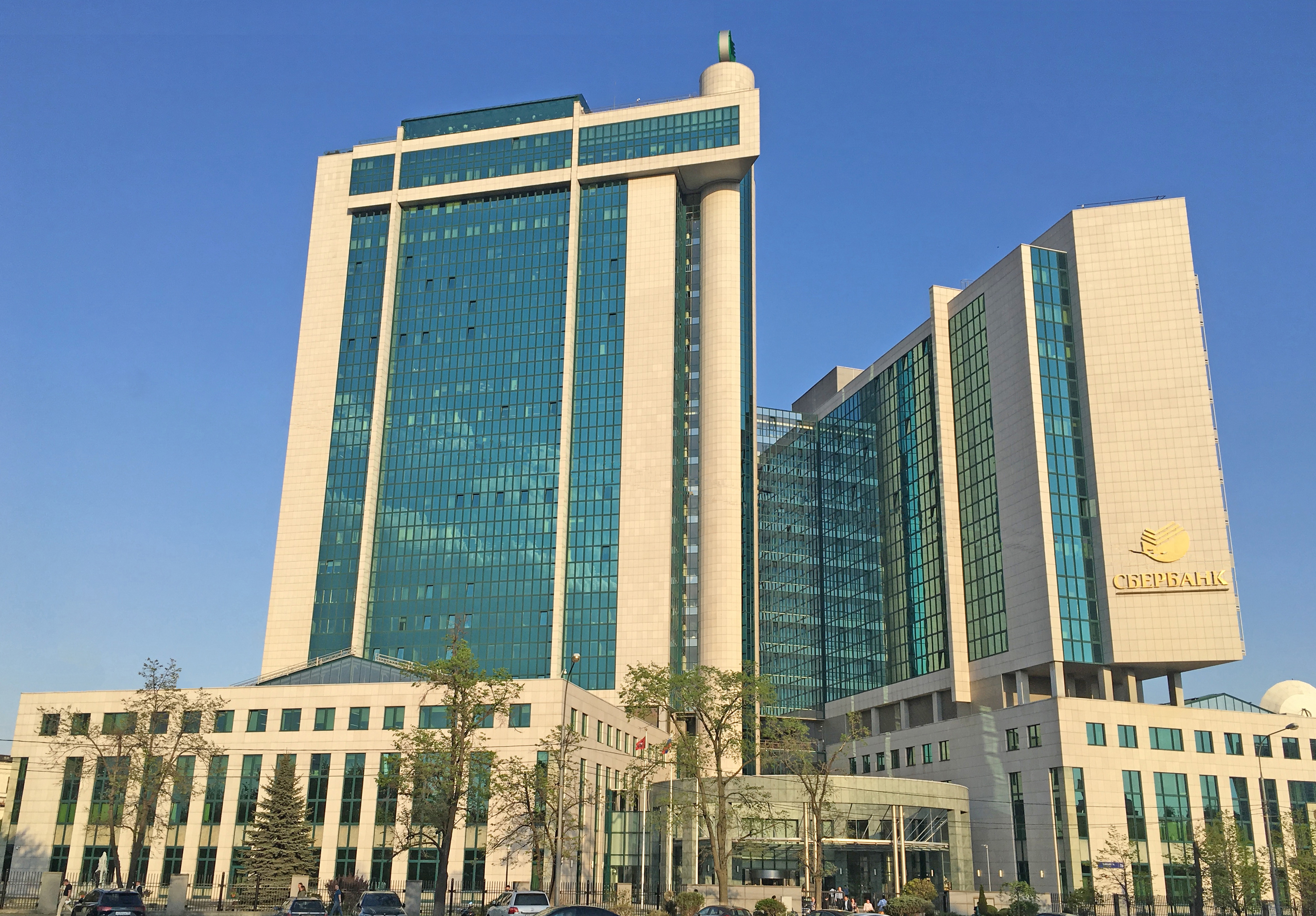
Oficinas centrales del Sberbank.

En el sistema financiero, en enero de 2006, los activos totales del sector bancario alcanzaron la cifra de 9.300 billones de rublos, lo cual supone un 45% del PIB ruso y un incremento de un 37% respecto al año anterior. Sus fondos propios superaron los 1.200 billones de rublos.
Los balances de las entidades bancarias reflejan igualmente la evolución económica de los últimos años; la caída de la necesidad de financiación del sector público, unida a la disminución de los rendimientos de los títulos de deuda pública, impone a los bancos una reorientación hacia las actividades tradicionales de intermediación financiera.
Al mismo tiempo, el aumento de la renta real ha generado, a pesar de la enorme desconfianza del público general hacia el sistema, un incremento de los depósitos de ahorro superior al 41% durante 2003, y de un 38% en 2004. Otro dato significativo es la disminución de la concentración de los ahorros de las familias: en Sberbank se concentraba antes de la crisis un 90% del total de depósitos bancarios -en rublos y divisas-, habiendo disminuido a fecha de marzo de 2006 hasta un 54%. Es de destacar en este punto que más de un tercio de la totalidad de los depósitos lo son en divisas. Se estima que un 70% de los rusos guardan sus ahorros en casa (entre 20 y 50 miles de millones de dólares). Más del 40% de la población no utiliza nunca ningún servicio bancario[cita requerida].
Para aumentar la confianza de la población en el sistema bancario, quebrantada tras las sucesivas crisis sistémicas de los años noventa del pasado siglo, la Ley Federal de Seguros de Depósitos Bancarios en la Federación de Rusia, de finales de 2003, establece una garantía del 100% de los depósitos de particulares hasta la suma de 100.000 rublos (unos 2.750 euros). En 2008, fue reformado para proporcionar el desarrollo de todo sectores de la economía; la redistribución de los recursos financieros entre sectores económicos y regiones del país.

### Comercio exterior
| Exportaciones a | Exportaciones a | Importaciones de | Importaciones de |
| País            | Porcentaje      | País             | Porcentaje       |
| --------------- | --------------- | ---------------- | ---------------- |
| Países Bajos    | 14.6 %          | China            | 16.6 %           |
| China           | 6.8 %           | Alemania         | 12.2 %           |
| Alemania        | 6.8 %           | Ucrania          | 5.7 %            |
| Italia          | 6.2 %           | Japón            | 5 %              |
| Turquía         | 5.2 %           | Estados Unidos   | 4.9 %            |
| Ucrania         | 5.2 %           | Francia          | 4.4 %            |
| Otros           | 55.2 %          | Otros            | 51.2 %           |
| (2018)          |                 |                  |                  |

### Importaciones

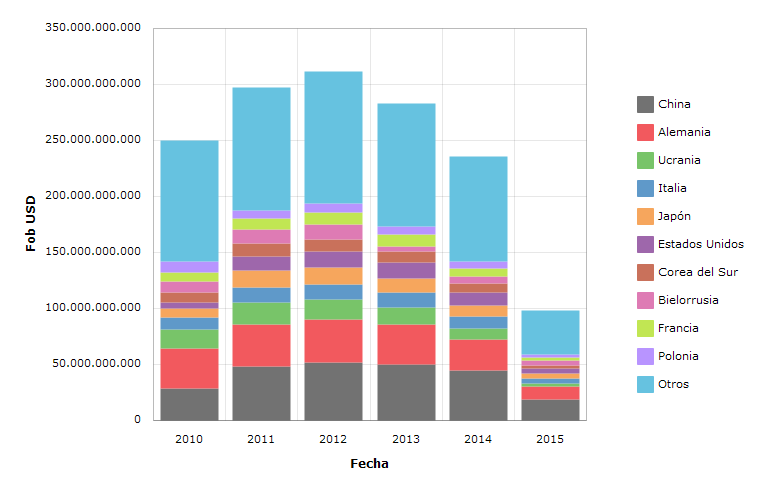
Importaciones de Rusia del periodo 2010-hasta julio de 2015 expresadas en USD valor FOB. [http://trade.nosis.com/es/Comex/Importacion-Exportacion/Rusia/Todas-las-posiciones-arancelarias/RU/00 Fuente

Se presentan a continuación las mercancías de mayor peso en las importaciones de Rusia para el período 2010-hasta mayo de 2015. Las cifras están expresadas en dólares estadounidenses valor FOB.
| Fecha Mercadería por capítulo arancelario | 2010            | 2011            | 2012            | 2013            | 2014            | enero-mayo de 2015 |
| --- | --------------- | --------------- | --------------- | --------------- | --------------- | ------------------ |
| 84 - calderas, máquinas, aparatos y artefactos mecánicos; partes de estas máquinas o aparatos | 40.535.928.465  | 53.165.214.512  | 57.751.612.900  | 52.747.500.943  | 46.446.687.029  | 13.351.674.243     |
| 87 - vehículos automóviles, tractores, velocípedos y demás vehículos terrestres, sus partes y accesorios                                                                                             | 30.267.628.370  | 40.280.833.783  | 44.630.485.542  | 37.567.903.355  | 27.380.194.343  | 6.419.417.693      |
| 85 - máquinas, aparatos y material eléctrico, y sus partes | 24.871.754.470  | 31.871.556.285  | 35.579.943.282  | 33.602.190.311  | 29.127.780.519  | 7.158.735.317      |
| 30 - productos farmacéuticos | 11.136.978.560  | 13.265.592.692  | 13.394.006.666  | 13.814.777.608  | 6.927.187.755   | 3.334.588.111      |
| 39 - plásticos y sus manufacturas | 8.938.237.074   | 10.743.875.168  | 11.488.897.388  | 10.538.600.534  | 9.180.579.896   | 2.808.720.353      |
| 90 - instrumentos y aparatos de óptica, fotografía o cinematografía, de medida, control o precisión; instrumentos y aparatos medicoquirurgicos; partes y accesorios de estos instrumentos o aparatos | 6.787.162.913   | 7.767.517.671   | 10.516.805.950  | 8.315.585.011   | 7.094.273.708   | 1.913.518.443      |
| 73 - manufacturas de fundición, hierro o acero | 6.240.224.952   | 8.422.916.231   | 7.621.735.515   | 7.408.452.959   | 5.952.828.561   | 1.559.958.062      |
| 02 - carne y despojos comestibles | 6.775.291.677   | 7.028.489.126   | 7.399.266.997   | 5.993.372.538   | 5.021.904.977   | 931.582.411        |
| 08 - frutas y frutos comestibles; cortezas de agrios (cítricos), melones o sandías | 5.489.260.002   | 6.243.176.228   | 6.279.980.693   | 6.021.193.479   | 4.987.460.353   | 1.517.813.854      |
| 72 - hierro y acero de fundición | 5.575.662.986   | 7.400.653.503   | 6.401.746.091   | 5.104.283.694   | 3.720.689.693   | 1.155.263.040      |
| Demás capítulos | 103.169.213.062 | 111.042.897.259 | 110.112.762.539 | 102.114.535.278 | 89.998.597.172  | 28.117.849.356     |
| Total | 249.787.342.531 | 297.232.722.458 | 311.177.243.562 | 283.228.395.710 | 235.838.184.006 | 68.269.120.883     |

### Exportaciones

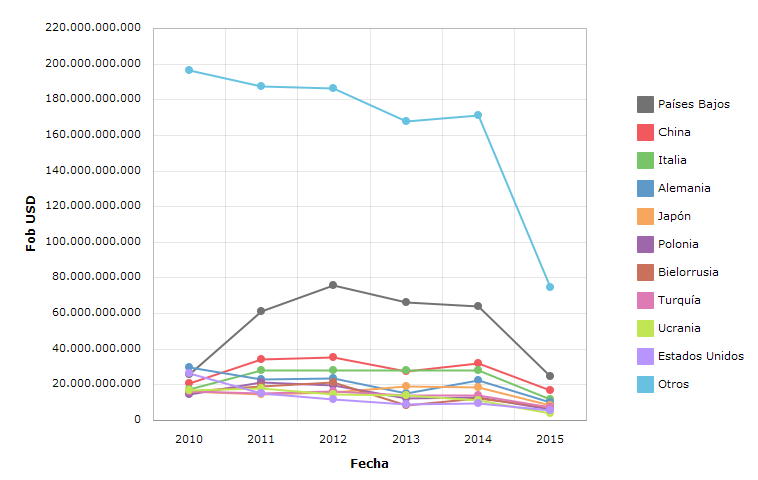
Exportaciones de Rusia del periodo 2010-hasta julio de 2015 expresadas en USD valor FOB. [http://trade.nosis.com/es/Comex/Importacion-Exportacion/Rusia/Todas-las-posiciones-arancelarias/RU/00 Fuente

Se presentan a continuación los principales socios comerciales de Rusia para el periodo 2010-hasta mayo de 2015. La mayoría de sus importadores están en Europa y Asia salvo Estados Unidos y China. Las cifras expresadas son en dólares estadounidenses valor FOB.
| Fecha País importador | 2010            | 2011            | 2012            | 2013            | 2014            | enero-mayo de 2015 |
| --------------------- | --------------- | --------------- | --------------- | --------------- | --------------- | ------------------ |
| Países Bajos          | 25.690.908.612  | 61.244.834.333  | 76.029.799.628  | 66.117.737.802  | 64.190.682.933  | 17.931.395.831     |
| China                 | 21.023.587.488  | 34.019.796.412  | 35.527.011.818  | 27.737.216.500  | 32.165.997.966  | 11.595.870.786     |
| Italia                | 17.526.792.713  | 27.899.799.491  | 27.981.073.331  | 28.122.581.189  | 28.322.800.494  | 8.995.016.719      |
| Alemania              | 29.495.545.915  | 23.270.344.318  | 23.814.254.322  | 15.283.300.507  | 22.242.265.714  | 7.585.595.483      |
| Japón                 | 16.134.638.951  | 14.643.462.638  | 15.541.672.122  | 18.948.220.485  | 18.592.034.887  | 6.875.682.954      |
| Polonia               | 14.793.559.023  | 21.192.128.677  | 19.735.224.387  | 12.203.826.934  | 12.945.377.091  | 4.112.963.981      |
| Bielorrusia           | 16.234.982.799  | 19.209.021.412  | 21.402.120.820  | 8.218.477.511   | 12.233.058.200  | 4.890.748.615      |
| Turquía               | 16.541.278.571  | 15.089.418.560  | 16.066.403.538  | 14.263.961.189  | 14.269.389.922  | 5.150.557.383      |
| Ucrania               | 16.892.043.733  | 18.033.952.977  | 14.670.016.268  | 13.849.458.901  | 10.982.263.585  | 2.620.814.489      |
| Estados Unidos        | 26.525.553.863  | 15.028.088.793  | 11.542.465.740  | 9.128.645.303   | 9.430.762.899   | 3.537.316.098      |
| Resto del mundo       | 196.608.165.041 | 187.366.939.099 | 186.449.915.438 | 167.922.964.832 | 171.380.911.052 | 53.694.621.422     |
| Total                 | 397.467.056.711 | 436.997.786.711 | 448.759.957.412 | 381.796.391.153 | 396.755.544.743 | 126.990.583.761    |